# Puente de Hierro de la Riera de Aubi
El puente de Hierro —también conocido como Pont de Mas Gorgoll o Puente de Eiffel— se sitúa en la localidad de Palamós, en la provincia de Gerona (Cataluña, España), cruzando la riera de Aubi.

## Descripción
El puente de Hierro es un puente metálico cuya construcción se atribuye a Alexandre Gustave Eiffel, tal y como muestran las placas situadas en sus extremos:

G. EIFFEL & Cie 
constructeurs 
à LEVALLOIS près PARIS

El puente originariamente se encontraba en la ciudad de Gerona, con el nombre de Puente del reloj o Puente de la Devesa y posteriormente fue transportado a Palamós.
La estructura está catalogada en el Inventario del Patrimonio Arquitectónico de Cataluña.

## Historia

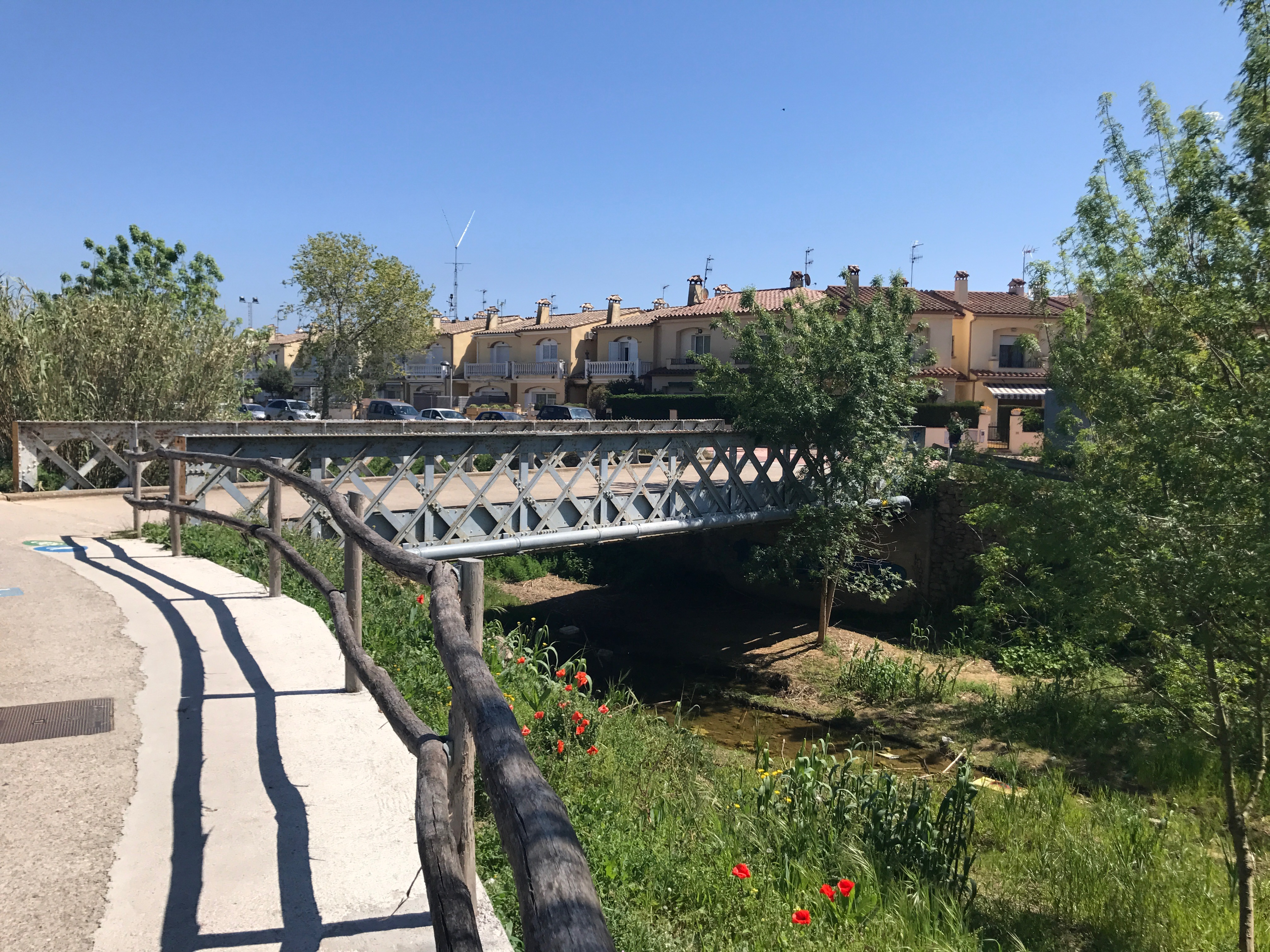
Vista general de la estructura sobre la riera de Aubi.

La llegada del tren a la ciudad de Gerona en 1876 fue el motivo por el que se planificó y se encargó a la compañía Eiffel la construcción de 8 puentes metálicos. La función de 5 de ellos era para el paso del ferrocarril, 1 para paso peatonal sobre el río Oñar y 2 para el río Güell.
Llamado inicialmente Puente del Reloj, se colocó sobre el río Güell en el año 1878, entre la avenida Ramon Folch y la Devesa. En el año 1954 se suprimieron las aceras del puente para favorecer el tránsito rodado, que había experimentado un gran incremento a causa de la aparición del turismo en nuestro país. Esta medida no fue suficiente y el puente se retiró en 1963.
Durante los 85 años en los que estuvo en servicio, no se produjo un deterioro de su estructura. Dado su buen estado, los vecinos del Paraje Balitra (término municipal de Palamós), presidido por el señor Josep M.ª de Toca y su esposa procedieron a su compra por 25 000 pesetas y posterior traslado e instalación sobre la Riera de Aubi, siguiendo el proyecto elaborado por el ingeniero de caminos, Agustí Palau y Baquero.
Para su transporte desde Gerona a Palamós, el puente no fue desmontado previamente, hecho que supuso que su coste fuera cinco veces el precio de la estructura.
El 1968 fue el año en que se trasladó e instaló en Palamós. Al año siguiente, con motivo de la fiesta mayor del pueblo, se inauguró el Puente de Hierro el día de St. Joan contando con la presencia del alcalde de Gerona en la época, el Sr. Ordis y  otras personas destacadas.

## Características técnicas

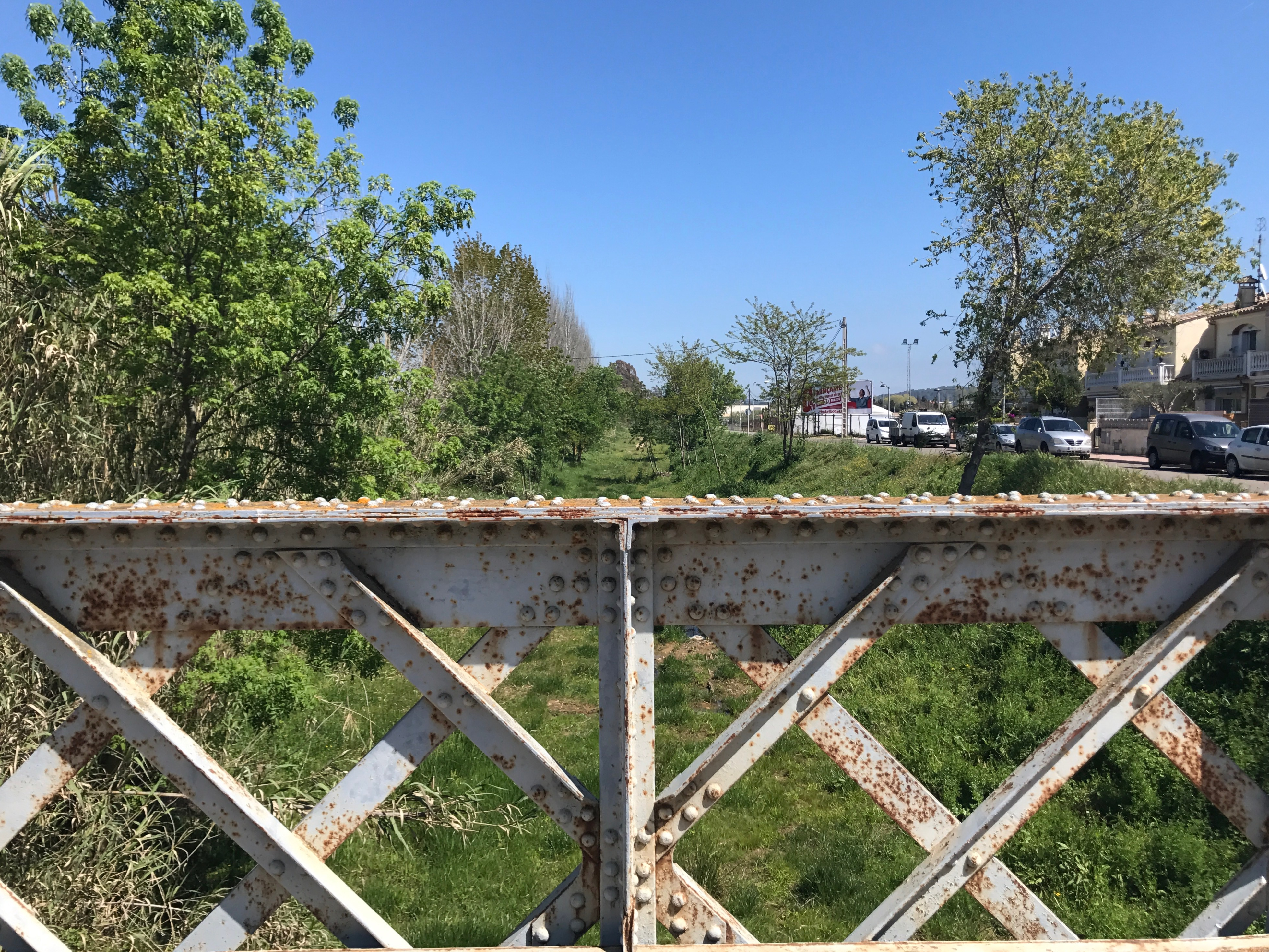
Detalle de la celosía

La estructura principal está formada por una única viga metálica de 18,41 metros de longitud, un peso total de 36 615 kilogramos y una luz de 17,70 metros. La baranda, de 1,80 m, es de tipo celosía. 
El ancho del puente mide 5,20 m y está pavimentado con aglomerado asfáltico. 
Los extremos de la estructura metálica se apoyan en bloques de hormigón.
El estado de la pintura, la cual es de color gris, se encuentra visiblemente deteriorada. 
Se ha planificado un proyecto de rehabilitación e iluminación para potenciar el valor histórico de dicha estructura y la colocación de una placa de interpretación histórica en diversos idiomas.

## Galería de imágenes

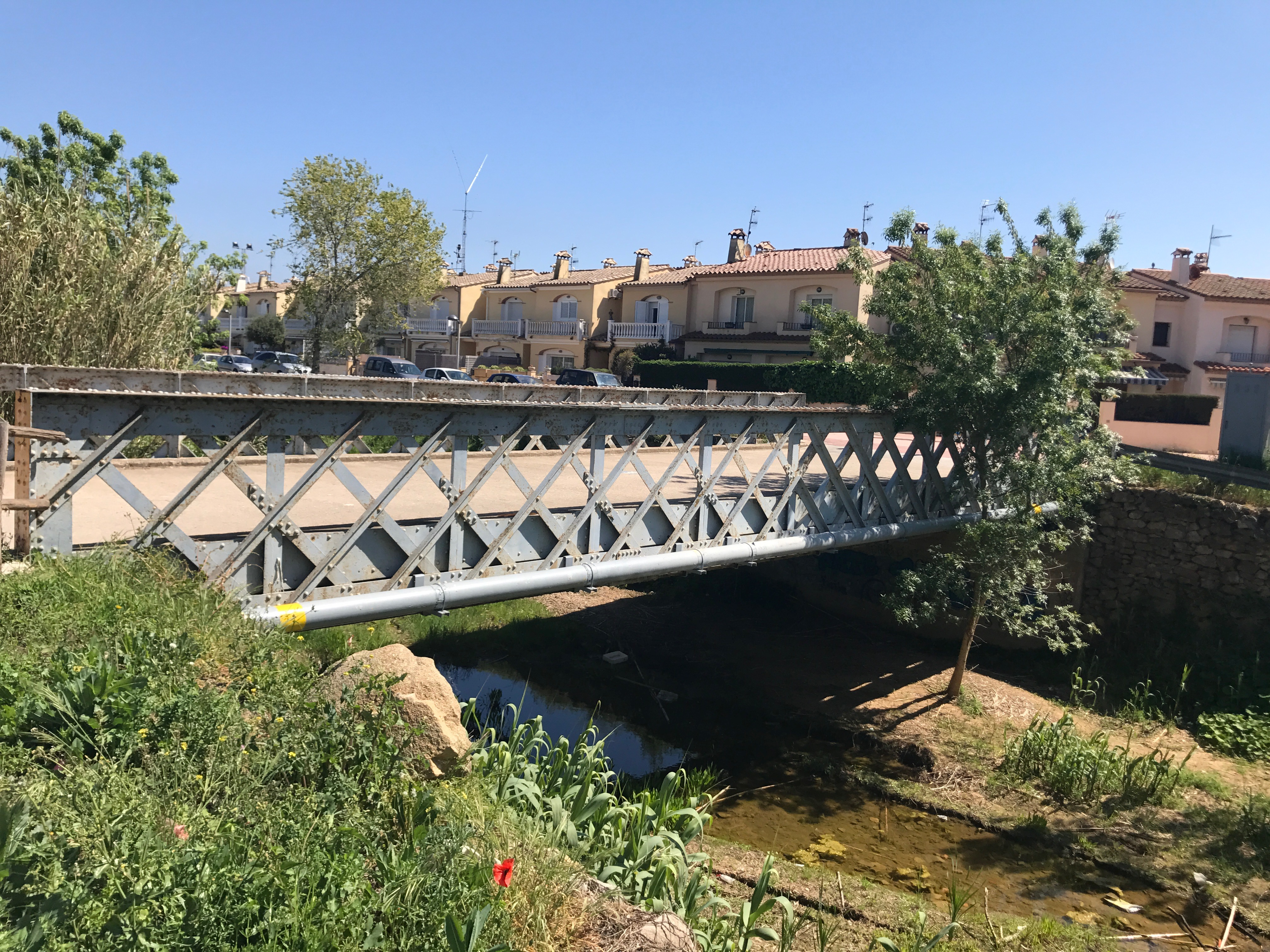
Vista general del puente sobre la Riera de Aubi
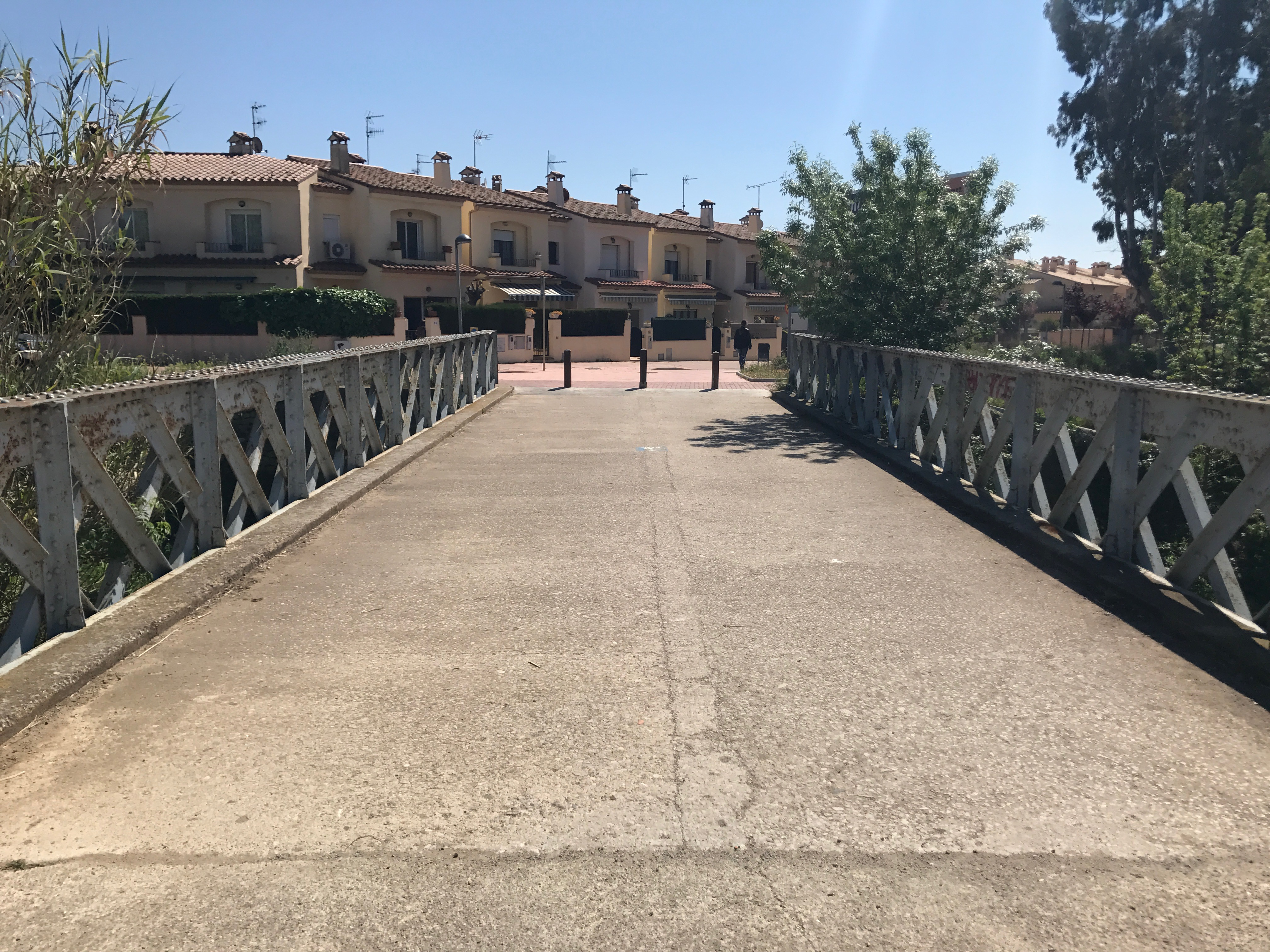
Paso peatonal
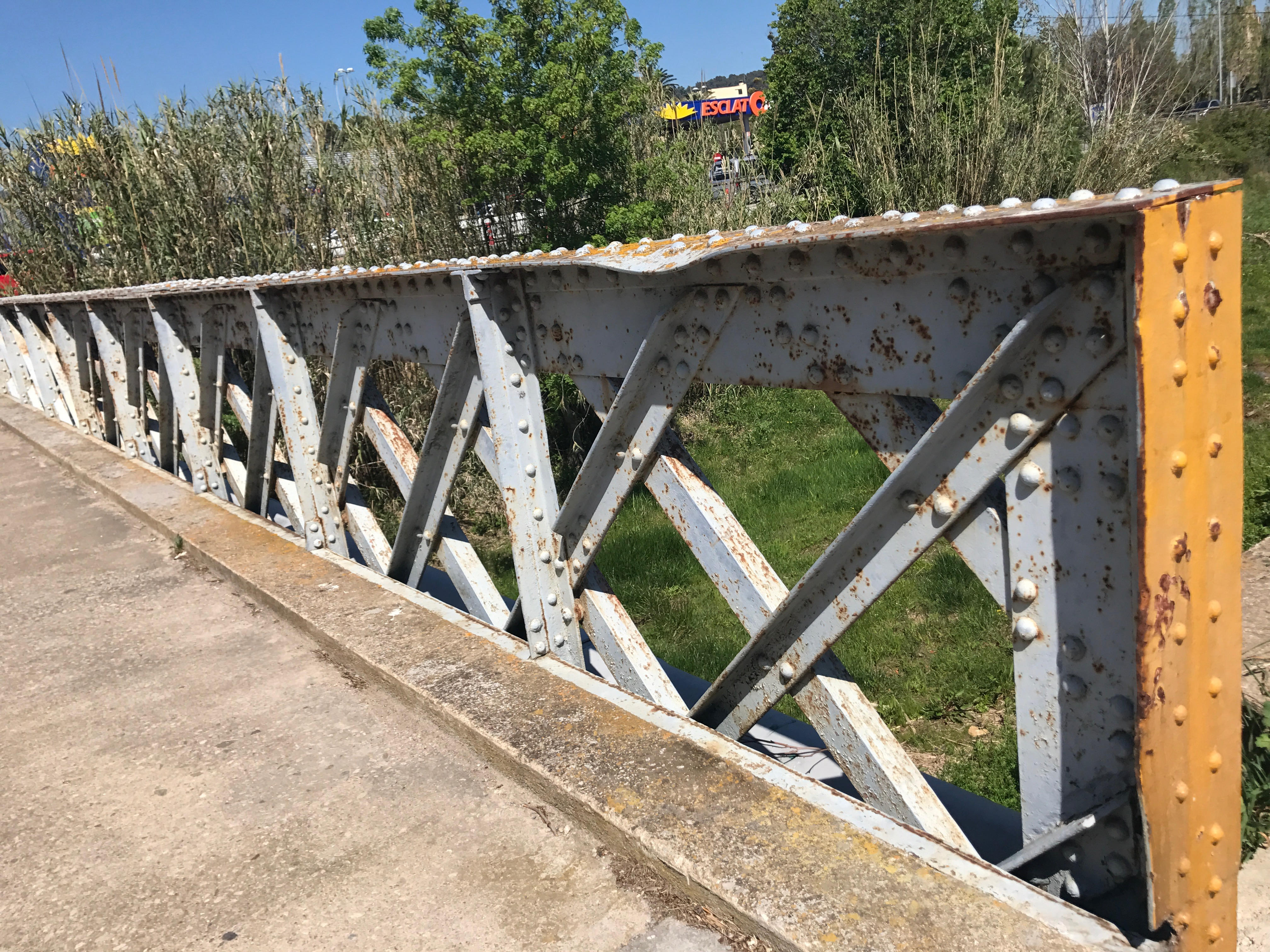
Lateral metálico de la estructura
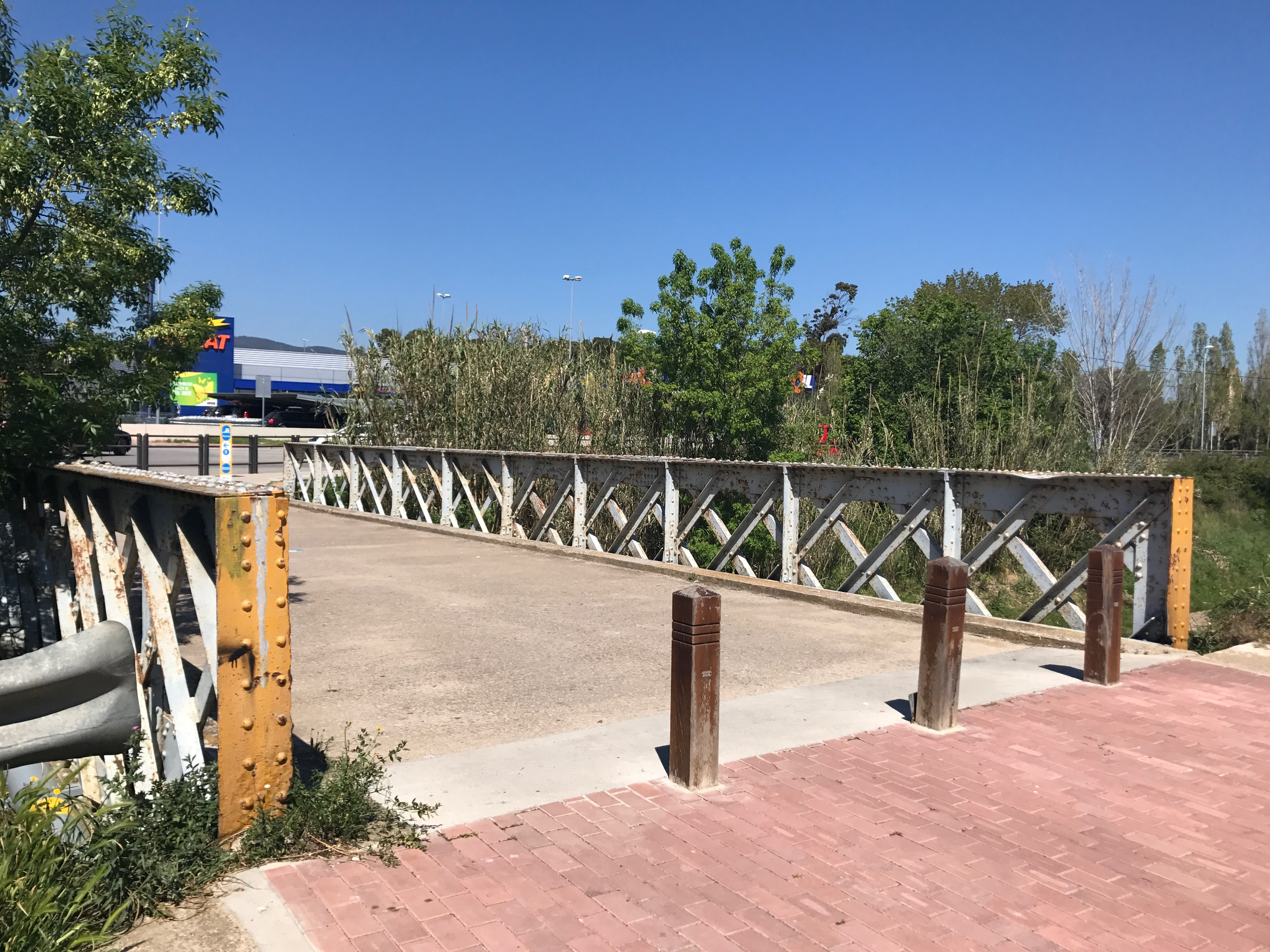
Extremo del puente